# GRB 090423
GRB 090423 fue un brote de rayos gamma descubierto por el satélite artificial Swift el 23 de abril de 2009 a las 07:55:19 UTC. Situado a algunos grados de la estrella η Leonis, en la constelación del León, es actualmente (29 de abril de 2009)) el evento astronómico más alejado de la Tierra que se ha observado. Presenta una desplazamiento hacia el rojo de 8,2. 
Según el modelo estándar de la cosmología, este desplazamiento hacia el rojo corresponde a una fecha de 600 millones de años después del Big Bang. Esta fecha es perfectamente compatible con las épocas correspondientes a las primeras fases de formación de las estrellas, sin duda muy anteriores a los 600 millones de años después del Big Bang.
El satélite Swift detectó improvisamente una explosión de rayos gamma, en un instrumento denominado BAT (Burst Alert Telescope: Detecta las llamaradas y anota sus coordenadas). La explosión tuvo una duración de aproximadamente 10 segundos, lo que hace que este evento sea extremadamente energético, y con consecuencias probablemente catastróficas: los investigadores han calculado que en estos 10 segundos se haya emitido 100 veces más energía que la que emitirá el Sol en toda su vida.